# مارغريت كلايتون
مارغريت كلايتون (بالإنجليزية: Marguerite Clayton)‏ (12 أبريل 1891 - 20 ديسمبر 1968)، ممثلة أمريكية في عصر الأفلام الصامتة. ظهرت في 179 فيلما بين عامي 1909 و 1928 وكان الكثير منها في أفلام الغرب الأمريكي مع برونشو بيلي أندرسون وهاري كاري. ولدت في أوغدن، يوتا وتوفيت في لوس أنجلوس، كاليفورنيا في حادث سير. ودفنت مع زوجها اللواء فيكتور برتراندياس في مقبرة مقبرة أرلينغتون الوطنية.

## روابط خارجية
- مارغريت كلايتون على موقع IMDb (الإنجليزية)
- مارغريت كلايتون على موقع ألو سيني (الفرنسية)
- مارغريت كلايتون على موقع أول موفي (الإنجليزية)
- مارغريت كلايتون على موقع قاعدة بيانات الفيلم (الإنجليزية)
- مارغريت كلايتون على موقع كينوبويسك (الروسية)